# Mino Martinazzoli
Fermo Mino Martinazzòli (Orzinuovi, 30 november 1931 – Brescia, 4 september 2011) was een Italiaans politicus. Hij was de laatste secretaris van de Democrazia Cristiana en de eerste van de Partito Popolare Italiano, opgericht in 1994. Tevens bekleedde Martinazzòli enkele parlementaire functies, zoals minister van Justitie en minister van Defensie.
In 1994 werd hij verkozen tot burgemeester van Brescia. Uiteindelijk moest hij in 1998 de functie terug afstaan aan Paolo Corsini die tevens zijn voorganger was in deze functie.
Martinazzòli overleed uiteindelijk op 69-jarige leeftijd.
- Bibliothèque nationale de France: cb13025476j (data)
- Gemeinsame Normdatei: 119504278
- International Standard Name Identifier: 0000 0000 7863 4987
- Library of Congress Control Number: n87806290
- Nederlandse Thesaurus van Auteursnamen: 073069507
- Istituto Centrale per il Catalogo Unico: RAVV019492
- Système universitaire de documentation: 057281491
- Virtual International Authority File: 79428070
- WorldCat: E39PBJqw3wDXP73dgvJtvv9bh3